# 조이스 하이저
조이스 하이저(Joyce Hyser, 1957년 12월 20일 ~ )는 미국의 텔레비전 배우, 영화배우이다.
미국 뉴욕에서 태어났다. 2012년 하이저는 영화 대본을 쓰고 제작하는 일로 전향하였다.

## 출연 작품
- 상속 작전 (1994년)
- 위험 지역 (1988년)
- 여성상위시대 (1985년)
- 이것이 스파이널 탭이다 (1984년)
- 밸리 걸 (1983년)
- 스테잉 얼라이브 (1983년)
- 헐리우드 나이츠 (1980년)
- 뉴욕의 연인들 (1980년)

### 텔레비전
- L.A. 로 (1990)
- 초인 플래시 (1990-91)